# SŽD-Baureihe ЧС1
Die Lokomotiven der Baureihe ЧС1 (deutsche Transkription TschS1) der Sowjetischen Eisenbahnen (SŽD) sind breitspurige Elektrolokomotiven für den Betrieb mit 3 kV Gleichstrom.

## Typ 24E0
Nach dem 1934 gebauten Prototyp der Baureihe ПБ21, dem keine Serienfertigung folgte, entstand in den 1950er Jahren ein neues Projekt zur Schaffung einer elektrischen Schnellzuglokomotive für die Sowjetunion. Vorgesehen waren eine vier- und eine sechsachsige Variante, von denen erstere eine Stundenleistung von 3360 kW und eine Höchstgeschwindigkeit von 140 km/h haben sollte. Die Elektrolokomotivenfabrik Nowotscherkassk war jedoch mit dem Bau von Güterzuglokomotiven ausgelastet. Daher wurde beschlossen, zunächst die vierachsige, später auch die sechsachsige Variante aus der Tschechoslowakei zu beschaffen. Im November 1956 wurde der Vertrag zum Kauf vierachsiger Schnellzuglokomotiven für Gleichstrom und 3000 Volt von Škoda in Plzeň auf Basis des bereits seit 1953 gebauten Typs 12E, bei den Československé státní dráhy (Tschechoslowakische Staatsbahnen, ČSD) als Baureihe E 499.0 im Einsatz, unterzeichnet.
Die Prototypen mit den Fabriknummern 3107 und 3108 wurden 1957 fertiggestellt. Sie entsprachen weitgehend dem Typ 12E, der Abstand zwischen den äußeren Achsen und der Pufferbohle wurde jedoch von 1500 mm auf 2180 mm verlängert. Zudem waren sie etwas breiter, 3030 mm statt 2950 mm. Sie erhielten die Nummern ЧС1-001 und -002. Die Baureihenbezeichnung ЧС1 leitet sich dabei vom Herstellungsland Tschechoslowakei (Чехословакия) und dem ersten von dort bezogenen Typ ab.
Die Prototypen wurden auf der Versuchsringstrecke des Allrussischen Forschungsinstituts für Schienenverkehr in Schtscherbinka bei Moskau erprobt und wurden nachfolgend zwischen Moskau und Serpuchow im Personenverkehr eingesetzt.

## Typ 41E0
1959 begann die Serienfertigung als Typ 41E0 mit ЧС1-003 bis -005. Auffälligster Unterschied waren die rechteckigen statt runden Maschinenraumfenster. Außerdem wurden Schienenräumer und Pufferbohlen sowie die Federung der Drehgestelle geändert.

## Typ 41E1
Der Bau wurde noch 1959 als Typ 41E1 mit ЧС1-006 bis -017 fortgesetzt, nachdem erneut Änderungen an den Drehgestellen vorgenommen worden waren. Dieser Typ entsprach weitgehend der Baureihe E 499.1 der ČSD. 1960 folgten ЧС1-018 bis -101.

## Typ 29E0
Die 1960 als letzte Lokomotive der Baureihe gebaute ЧС1-102 erhielt Motoren des stärkeren Typs AL-4846eT und erreichte dadurch eine Stundenleistung von 2800 kW und eine Dauerleistung von 2472 kW. Sie wurde damit zum Prototyp der Baureihe ЧС3 (Typ 29E1), die standardmäßig mit diesem Motorentyp ausgerüstet wurde, behielt aber ihre Nummer.

## Einsatz
Die ЧС1 waren die ersten in Serie gebauten Elektrolokomotiven der Sowjetunion mit einer Höchstgeschwindigkeit von 120 km/h. Sie waren bei der Oktjabrskaja schelesnaja doroga und bei der Moskowskaja schelesnaja doroga stationiert und von Moskau aus auf den Strecken nach Charkiw, Wladimir und Leningrad im Einsatz, ab 1961 auch nach Rjasan. Ab 1963 gelangten sie auch zur Pridneprowskaja schelesnaja doroga und ab 1968 zur Sapadno-Sibirskaja schelesnaja doroga.
Ein Teil der ЧС1 wurde ab 1968 zum Einsatz in Doppeltraktion umgerüstet.
Am 1. Januar 1976 befanden sich noch 76 Lokomotiven im Bestand, davon 56 bei der Sapadno-Sibirskaja schelesnaja doroga und 20 bei der Pridneprowskaja schelesnaja doroga. Nahezu alle ЧС1 wurden Ende der 1970er bis Anfang der 1980er Jahre ausgemustert. Am 1. Januar 1992 war als letzte noch ЧС1-073 im Bestand der Sapadno-Sibirskaja schelesnaja doroga. ЧС1-042 befindet sich im Eisenbahnmuseum Sankt Petersburg.